# Фюльжанс Б'єнвеню

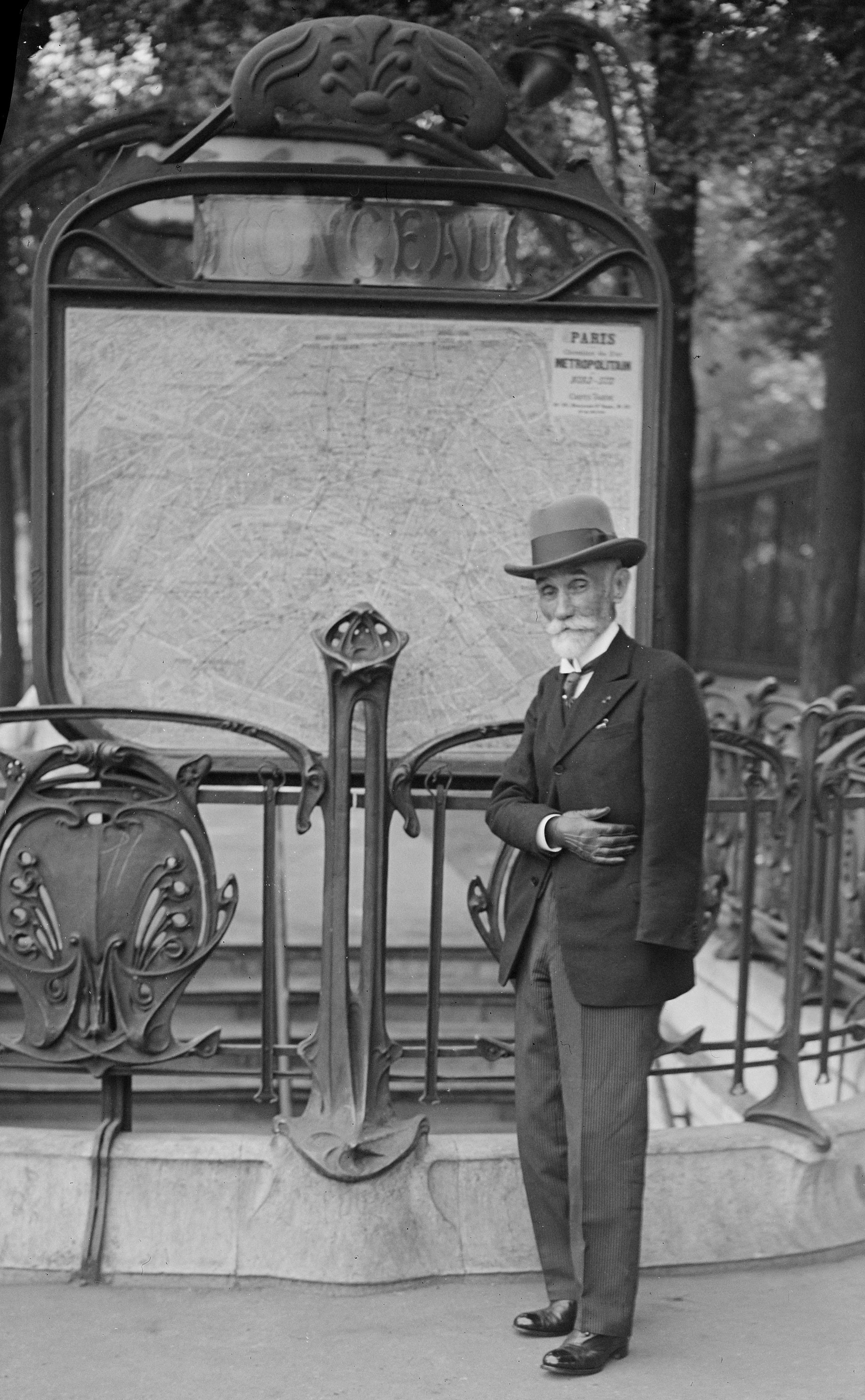
Bienvenüe стоїть біля входу на станцію Monceau

Фюльжа́нс Б'єнвеню́ (27 січня 1852 , Юзель, Кот-д'Армор  — 3 серпня 1936 , Париж, Сена ) — французький інженер-будівельник, відомий будівництвом Паризького метро, його називали «батьком метро».

## Біографія
Фюльжанс Б'єнвеню народився 27 січня 1852 року в Бретан у родині нотаріуса. У 1872 році закінчив Політехнікум Еко, отримав спеціальність «інженер-будівельник» і того ж року почав працювати у Департаменті мостів та доріг в Аленсоні. Його першим завданням було будівництво нових залізничних ліній в районі Майєна. Фулженсу Бієнвеню довелося ампутувати ліву руку внаслідок будівельної аварії.
Фюлжанс Б'єнвеню помер у Парижі 3 серпня 1936 року, його було поховано на кладовищі Пер-Лашез у Парижі.

## Діяльність
У 1886 році Фюльжанс Б'єнвеню переїхав до Парижа, щоб проєктувати та контролювати будівництво водопроводів для міста. Потім він побудував канатну залізницю поблизу площі Республіки та створив парк Бют-Шомон. У 1891 році був призначений головним інженером з мостів та доріг.
Паризькі міські чиновники обрали Фюльжанс Б'єнвеню головним інженером Паризького метро в 1896 році. Він розробив спеціальний спосіб будівництва нових тунелів це передбачало спочатку будівництво коронки тунелю. Фюльжанс Б'єнвеню забезпечив швидке і відносно безперебійне будівництво метро через складні та неоднорідні паризькі грунти та скелі. :150–1, 162 Він придумав ідею заморожування вологого і нестійкого ґрунту, щоб дозволити буріння тунелів. Він контролював будівництво паризького метрополітену більше трьох десятиліть, звільнившись 6 грудня 1932 року.
Паризькі міські чиновники обрали Фюлжанс Б'єнвеню головним інженером Паризького метро в 1896 році. Він розробив спеціальний спосіб будівництва нових тунелів це передбачало спочатку будівництво коронки тунелю. Фулженс Бієнвеню забезпечив швидке і відносно безперебійне будівництво метро через складні та неоднорідні паризькі грунти та скелі. Він придумав ідею заморожування вологого і нестійкого ґрунту, щоб дозволити буріння тунелів. Він контролював будівництво паризького метрополітену більше трьох десятиліть, звільнившись 6 грудня 1932 року.
Будівництво «Метро» отримало широку оцінку і було захоплено описано як твір «гідний римлян». Врешті він накопичив багато почестей за свої інженерні досягнення, зокрема Гран-прі Бергера Академії мистецтв і наук (1909) та Великий хрест Почесного легіону (1929).

## Досягнення і відзнаки
Будівництво «Метро» отримало широку оцінку і було описано як твір «гідний римлян». Врешті-решт він накопичив багато почестей за свої інженерні досягнення, зокрема Гран-прі Бергера Академії мистецтв і наук (1909) та Великий хрест Почесного легіону (1929).

## Пам'ять
30 червня 1933 року було перейменовано на його честь станцію Авеню дю Мен. У 1942 році станція була зв'язана із сусідньою станцією Монпарнас, утворюючи єдину станцію під назвою Монпарнас-Б'єнвеню.
Середня школа в комуні Кот-д'Армор у Бретані носить ім'я Фюльжанс Б'єнвеню, ліцей Фюлжанс Б'єнвеню входить до Академії Ренна.